# Religião na Tailândia
A religião na Tailândia é variada. A Tailândia, país do Sudeste asiático com capital em Bangkok, não possui religião oficial, e a Constituição tailandesa garante a liberdade religiosa para todos os cidadãos tailandeses, embora o rei é exigido por lei para ser Budista Teravada. A principal religião praticada na Tailândia é o budismo, mas há uma tendência forte do hinduísmo com a sua distinta classe sacerdotal. A grande população de origem chinesa também pratica religiões populares chinesas, incluindo o taoísmo. O I-Kuan Tao espalhou-se na Tailândia em 1970 e tem crescido muito nas últimas décadas, entrando em conflito com o budismo. Relata-se que a cada ano 200.000 Tais convertem-se à religião. Muitas outras pessoas, especialmente entre os Isan, a prática de religiões populares é predominante. É significativa a população muçulmana, na sua maioria constituída por Tais-malaios, estando presente especialmente na região sul. O cristianismo está presente, embora em minoria.